# 维基数据
維基數據（英語：Wikidata）是一個可協同編輯的知識庫，是繼2006年的維基學院之後，第一個新的維基媒體基金會項目。這一項目與維基共享資源的工作方式類似，將為其他維基計劃及各語種維基百科中的信息框、列表及跨語言連結等提供統一存放的數據，該項目在2012年10月30日投入使用。维基數據藉由軟體Wikibase運行。

## 背景
这一项目最初由德国维基媒体协会启动，其目的在于为维基百科中的条目提供可调用的创建日期或是其他经验证后的数据。
艾倫人工智能研究所、戈登與貝蒂·摩爾基金會和Google公司向该计划提供了130万欧元的资助。

## 概念
维基数据的开发工作主要分为三个阶段：
1. 集中儲存跨語言連結
2. 为所有语言维基百科中的信息框提供数据
3. 利用维基数据中的数据创建及更新条目

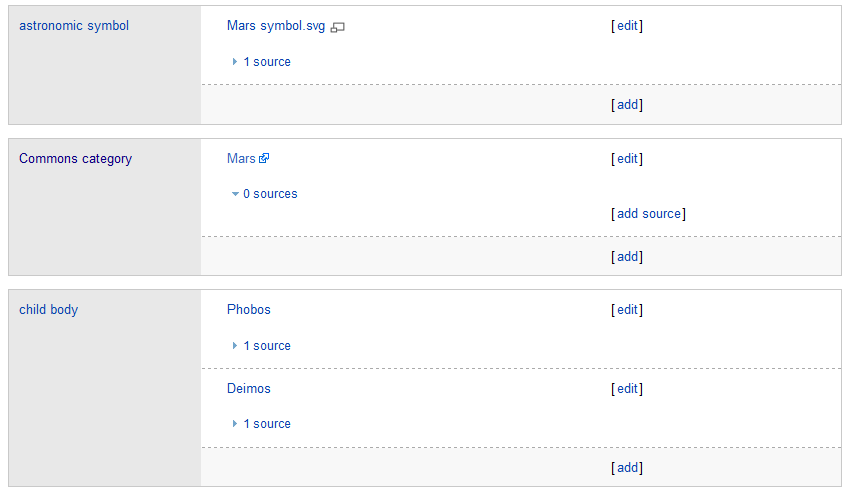
维基数据的“火星”，也包括連結至其他計畫和維基共享資源的連結

維基數據是一個面向文档的數據庫，重點圍繞項目。每個項目都代表一個主題（或用於維持維基百科的管理頁面），是由一個唯一的號碼，前面加上字母Q；例如，政治話題的唯一項目编号是Q7163。這使得識別項目涵蓋不會偏袒任何語言翻譯的話題所需的基本信息。
信息是透過建立報表新增至項目。聲明採取的形式鍵-值對，每個語句有一個屬性（關鍵），並連結至該屬性的值。

## 标志
标志上的条形图案为用摩尔斯电码编码的“WIKI”一词。该标志由Arun Ganesh设计，并根据社群的决策选定。

## 外部連結
- 官方网站  